# 堀池雅夫
堀池 雅夫（ほりいけ　まさお、1951年〈昭和26年〉 - ）は、紀州松煙墨を復活させた日本で唯一の松煙職人であり紀州松煙墨職人。水墨画家。墨工房紀州松煙代表。

## 人物・略歴
静岡県出身。35歳の頃和歌山県田辺市に移住し、妻の実家の家業を継ぐ。江戸時代に紀州へと伝えられてきた障子焚方式で松煙を採煙している。その伝統的工法を守りながら採煙し、純松煙（松煙100％）で紀州松煙墨の製墨までを行う。
このような伝統的製法は、昭和30年代に松材の減少やコストの安い鉱油墨の普及により断絶されていたが、1990年頃に堀池が復活させた。
平成10年には、日本で初めての色墨となる「彩煙墨」を開発、発表。透明感ある色合いと、美しい滲みが評判となり家庭画報の通販サイトにて販売されたことをきっかけに、高島屋をはじめとする日本各地の百貨店の伝統工芸催事で販売も行っている。和歌山県田辺市のふるさと納税返礼品に採用されている。
煤職人でありながら水墨画画家としても活動しており、水墨画教室も開催している。
2022年に令和4年度 和歌山県名匠表彰受賞。

## 参考
- NHK美の壺
- ｢書斎の極上品｣　小学館文庫
- ｢日本の美再発見｣　NHK
- ｢にっぽん　焚火紀行｣NHK BS2
- ｢日本の知恵｣　遠藤ケイ著　小学館
- ｢天然素材の生活道具｣　かくまつとむ著　小学館
- ｢書百話｣　榊莫山著　毎日新聞社
- 雑誌｢墨｣　-墨スペシャル-　芸術新聞社
- 雑誌｢水墨画塾｣
- 和歌山県広報誌｢連｣
- ほうぼわかやま
- 墨の文化史 概説　綿谷 正之